# Byłgarin
Byłgarin (bułg. Българин) – wieś w południowej Bułgarii, w obwodzie Chaskowo, w gminie Charmanli. Według danych Narodowego Instytutu Statystycznego, 31 grudnia 2011 roku wieś liczyła 399 mieszkańców.

## Położenie
Byłgarin położony jest w przełomie rzeki Marica przez Sakar. Ziemie wokół wsi są bardzo żyzne. Panują tu łagodne zimy.

## Gospodarka
Mieszkańcy zajmują się uprawą arbuzów, cytryn, figowców, granatowców, orzach, sezamów oraz trzcin cukrowych.